# Alpheus microrhynchus
Alpheus microrhynchus is een garnalensoort uit de familie van de Alpheidae. De wetenschappelijke naam van de soort is voor het eerst geldig gepubliceerd in 1897 door De Man.